# Immaculada Concepció (Antolínez)
Immaculada Concepció és un quadre de José Antolínez pintat el 1666 que actualment forma part de la col·lecció permanent del Museu Nacional d'Art de Catalunya; va ser adquirit pel museu el 1944.

## Descripció
Maria flota amb un aire triomfal, coronada d'estrelles amb el colom de l'Esperit Sant voletejant a la seva dreta, en el firmament replè de querubins que enarboren símbols de la lletania. D'aparença més cortesana que celestial, vesteix de blanc i blau, porta joies com una dama, embolcallada en nimbes tempestuosos amb el mantell inflat i bollat per un vendaval ascendent.

## Anàlisi
José Antolínez va pintar aquesta espectacular Immaculada Concepció amb tota la força i l'esplendor del ple barroc decoratiu, quan, tot i que apaivagades, encara bategaven les lluites per defensar el reconeixement d'aquesta devoció mariana. Ja des de l'edat mitjana, l'Església espanyola havia estat la gran defensora d'aquesta doctrina, molt consolidada en el
fervor popular, i que l'Església catòlica no va elevar a la categoria de dogma fins al 1858. Cap a la meitat del segle xvii, les interpretacions del tema adquireixen un major aparat i es distancien del recolliment respectuós que acompanyava la
iconografia tradicional, el «gloriós privilegi» de Maria de ser l'únic mortal que es va lliurar del pecat original. L'obra que comentem és una creació de forta influència veneciana, un quadre d'altar molt bell, el celatge del qual, ple d'àngels nens de
cossos nus, evoca, en versió piadosa, els putti de les bacanals de Tiziano que l'artista madrileny degué veure a la col·lecció reial de l'Alcázar.